# 大邱文化放送
大邱文化放送株式会社は大韓民国の大邱広域市と慶尚北道中·西部を放送エリアとする放送局。略称は大邱MBC。テレビ局とラジオ局はMBC系列局。1963年8月8日開局。リモコンキーIDは11-1。

## 本社·地社所在地
本社
- 大韓民国42020大邱広域市寿城区東大邱路400（泛魚2洞1）

亀尾支社
- 大韓民国39286慶尚北道亀尾市松亭大路6ギル6（松亭洞 460-8）

## 沿革
- 1963年8月8日 - 韓国文化放送㈱大邱局が設立。ラジオ放送を開始。
- 1968年8月23日 - 嶺南テレビ放送㈱が設立。
- 1970年7月18日 - テレビ放送を開始。
- 1971年10月1日 - 嶺南テレビ放送㈱と韓国文化放送㈱大邱局が統合。大邱文化放送㈱が設立。
- 1983年10月10日 - 音楽FMを開始。
- 1987年12月30日 - 標準FMを開始。
- 1992年5月1日 - 亀尾支社設立。
- 2000年11月24日 - 現社屋を竣工。
- 2008年1月31日 - 地上波DMB放送を開始。

## 送信所・中継局一覧

### デジタルテレビ
- リモコンキーID：11-1
- 呼出符号（コールサイン）：HLCT-DTV

| 送信所 | 物理チャンネル | 空中線電力 |
| ------ | -------------- | ---------- |
| 八公山 | K-17ch         | 2.5kW      |
| 華陽   | K-41ch         | 20W        |
| 東谷   | K-17ch         | 0.05W      |
| 巴洞   | K-21ch         | 10W        |
| アプ山 | K-48ch         | 20W        |
| 鋤斉   | K-17ch         | 0.05W      |
| 論工   | K-25ch         | 0.05W      |
| 求智   | K-25ch         | 20W        |
| 大合   | K-25ch         | 0.05W      |
| 修倫   | K-20ch         | 20W        |
| 亀尾   | K-45ch         | 90W        |
| 金泉   | K-26ch         | 20W        |
| 店村   | K-27ch         | 5W         |

### アナログテレビ
（2012年11月6日午後2時に終了）
- 呼出符号：HLCT-TV

| 送信所 | チャンネル | 空中線電力 |
| ------ | ---------- | ---------- |
| 八公山 | K-10ch     | 10kW       |
| 華陽   | K-55ch     | 100W       |
| 巴洞   | K-30ch     | 50W        |
| アプ山 | K-53ch     | 100W       |
| 求智   | K-33ch     | 100W       |
| 修倫   | K-55ch     | 100W       |
| 亀尾   | K-42ch     | 500W       |
| 帽岩   | K-31ch     | 100W       |
| 尚州   | K-40ch     | 100W       |
| 店村   | K-27ch     | 100W       |

### ラジオ
大邱MBC ラジオ
| 送信所 | 周波数     | 空中線電力 | 呼出符号 |
| ------ | ---------- | ---------- | -------- |
| 八公山 | FM 96.5MHz | 5kW        | HLCT-SFM |

大邱MBC FM4U
| 送信所 | 周波数     | 空中線電力 | 呼出符号 |
| ------ | ---------- | ---------- | -------- |
| 八公山 | FM 95.3MHz | 5kW        | HLCT-FM  |

### 地上波DMB
myMBC
- 呼出符号：HLAW-TDMB
- 安東文化放送、浦項文化放送と共同で運営。

| 送信所 | 物理チャンネル（周波数） | 空中線電力 |
| ------ | ------------------------ | ---------- |
| 鶴駕山 | K-9Ach (187.280MHz)      | 2kW        |
| 八公山 | K-7Ach (175.280MHz)      | 2kW        |
| 亀尾   | K-7Ach (175.280MHz)      | 90W        |
| 慶州   | K-7Ach (175.280MHz)      | 90W        |
| 鳥項山 | K-7Ach (175.280MHz)      | 2kW        |
| 蔚珍   | K-7Ach (175.280MHz)      | 90W        |

## 組職

### 経営事業本部
- 経営管理部
- 財務チーム
- 文化事業部
- 広告マーケティング部
- 総務官災チーム

### 編成局
- 編成部
- TV製作部
- RADIO製作部
- 企画特集チーム
- 映像製作チーム
- アナウンサーチーム

### 報道局
- 編集部
- 情景部
- 社会部
- 報道製作部
- 映像取材チーム
- 中部支社

### 技術局
- 技術政策部
- TV技術部
- RADIO技術部
- 中継チーム

### 企画審議室
- 政策企画チーム
- 広報審議チーム

## 海外の提携局
- 日本 中国放送
- 日本 広島エフエム放送
- 中国 旅順広播電視台
- 中国 青島電視台